# Милвил (Пенсилванија)
Милвил (енгл. Millville) град је у америчкој савезној држави Пенсилванија.

## Демографија
По попису из 2010. године број становника је 948, што је 43 (-4,3%) становника мање него 2000. године.
| Група             | 2000.       | 2010.       |
| Белци             | 977 (98,6%) | 918 (96,8%) |
| Афроамериканци    | 2 (0,2%)    | 7 (0,7%)    |
| Азијати           | 6 (0,6%)    | 3 (0,3%)    |
| Хиспаноамериканци | 3 (0,3%)    | 12 (1,3%)   |
| Укупно            | 991         | 948         |